# مزرعه شریف
مزرعه شریف روستایی در دهستان خورمیز بخش مرکزی شهرستان مهریز استان یزد ایران است.

## جمعیت
بر پایه سرشماری عمومی نفوس و مسکن در سال ۱۳۹۵ جمعیت این روستا ۶۷ نفر (۲۵خانوار) بوده‌است.